# Ema Ryan Yamazaki

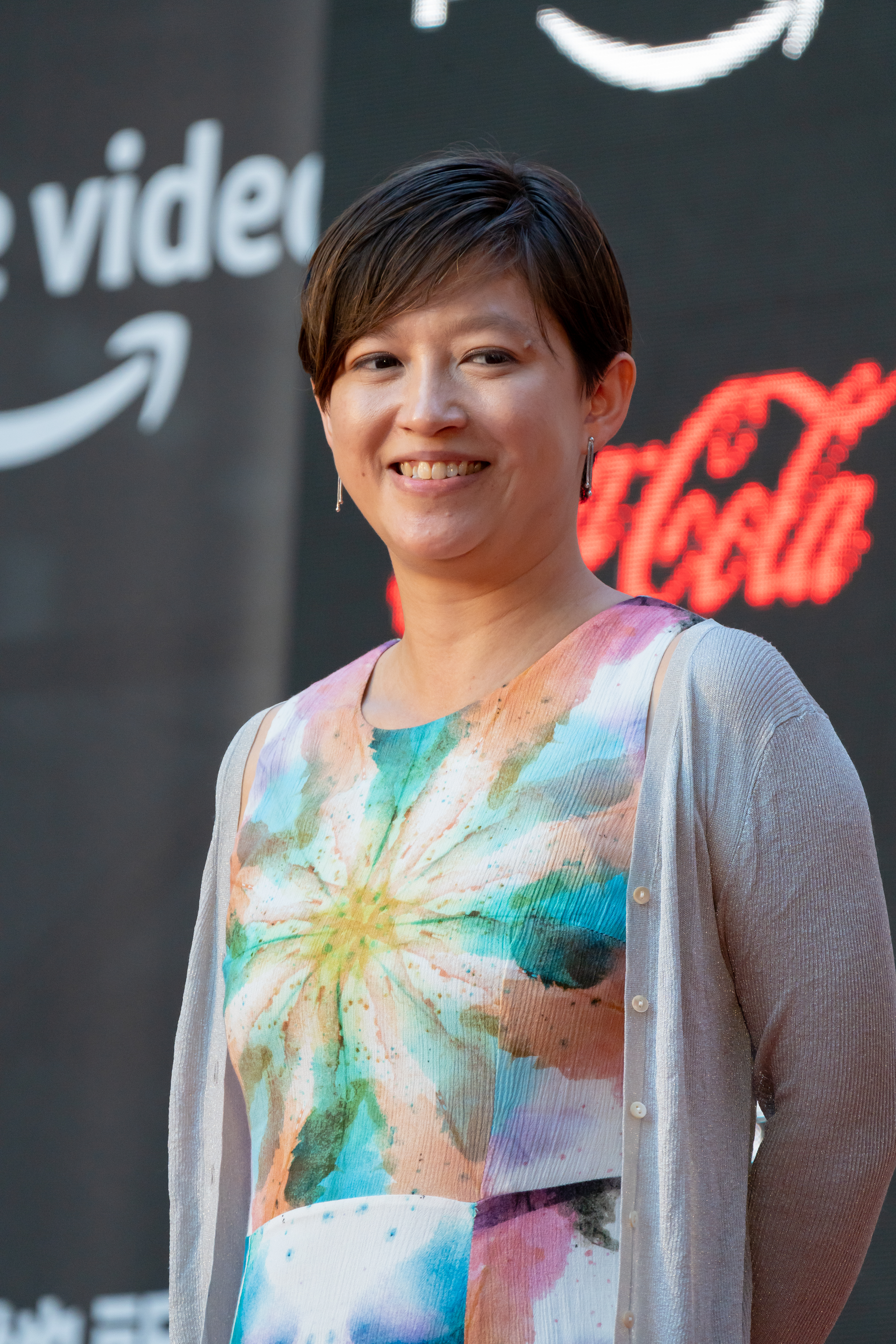
Ema Ryan Yamazaki (2023)

Ema Ryan Yamazaki (* 1989 in Kobe, Japan; japanisch 山崎 エマ Yamazaki Ema) ist eine japanische Dokumentarfilmerin.

## Leben
Ema Ryan Yamazaki wurde als Tochter eines britischen College-Professors und einer japanischen Schullehrerin geboren. Sie wuchs in Osaka auf und verbrachte die Sommerferien in England. Sie ging auf die Privatschule Canadian Academy  in Kobe, wo sie 2008 ihren Abschluss machte. Anschließend zog sie nach New York, wo sie an der New York University Filmwissenschaften mit den Hauptfächern Dokumentarfilm und Schnitt studierte.
Anschließend arbeitete sie zunächst als Filmeditorin für Sam Pollard.
2017 erschien ihr erster Langfilm, die Dokumentation Monkey Business: The Adventures of Curious George's Creators über H. A. Rey und Margret Rey, die Autoren von Coco – Der neugierige Affe.
Es folgte Koshien: Japan's Field of Dreams über das 100-jährige Jubiläum des Kōshien Baseballturniers in Japan. Die Dokumentation lief auf ESPN. Es folgten Dokumentarfilme für den japanischen Rundfunk NHK.
2024 erschien der Film The Making of a Japanese über ein erstes und ein sechstes Schuljahr im japanischen Schulsystem. Von dem Filmmaterial wurde der Kurz-Dokumentarfilm Instruments of a Beating Heart gedreht, der den Kurzfilmpreis der International Documentary Association gewann und bei der Oscarverleihung 2025 als Bester Dokumentar-Kurzfilm nominiert ist.

## Privatleben
Yamazaki ist seit 2017 mit dem Filmproduzenten Eric Nyari verheiratet, mit dem sie an verschiedenen Projekten arbeitete.

## Filmografie (Auswahl)

### Regie
- 2011: Neither Here Nor There (Kurzfilm)
- 2013: Monk by Blood (Kurzfilm)
- 2017: Monkey Business: The Adventures of Curious George's Creators
- 2019: Koshien: Japan's Field of Dreams
- 2020: Chaya: Ailey's Keeper of the Flame (Kurzfilm)
- 2020: Wheels of Fate (Kurzfilm)
- 2021: Temple Family (Kurzfilm)
- 2023: The Making of a Japanese
- 2024: Instruments of a Beating Heart

### Schnitt
- 2012: Quality Controlled (Kurzfilm)
- 2012: Bombshell (Kurzfilm)
- 2013: Sweet Honey Chile (Kurzfilm)
- 2013: The Naturalist
- 2013: Pauline in a Beautiful World
- 2013: Jersey Strong (Miniserie)
- 2014: Chicagoland (Miniserie)
- 2015: Class Divide
- 2017: Tater Tot & Patton